# Ceriagrion tenellum
Ceriagrion tenellum (лат.) — вид стрекоз из семейства стрелки (Coenagrionidae)

## Описание
Среднего размера металлически блестящие стрекозы. Длина тела 25—35 мм. Основной тон окраски самца ярко-красный, у самки — варьирует.

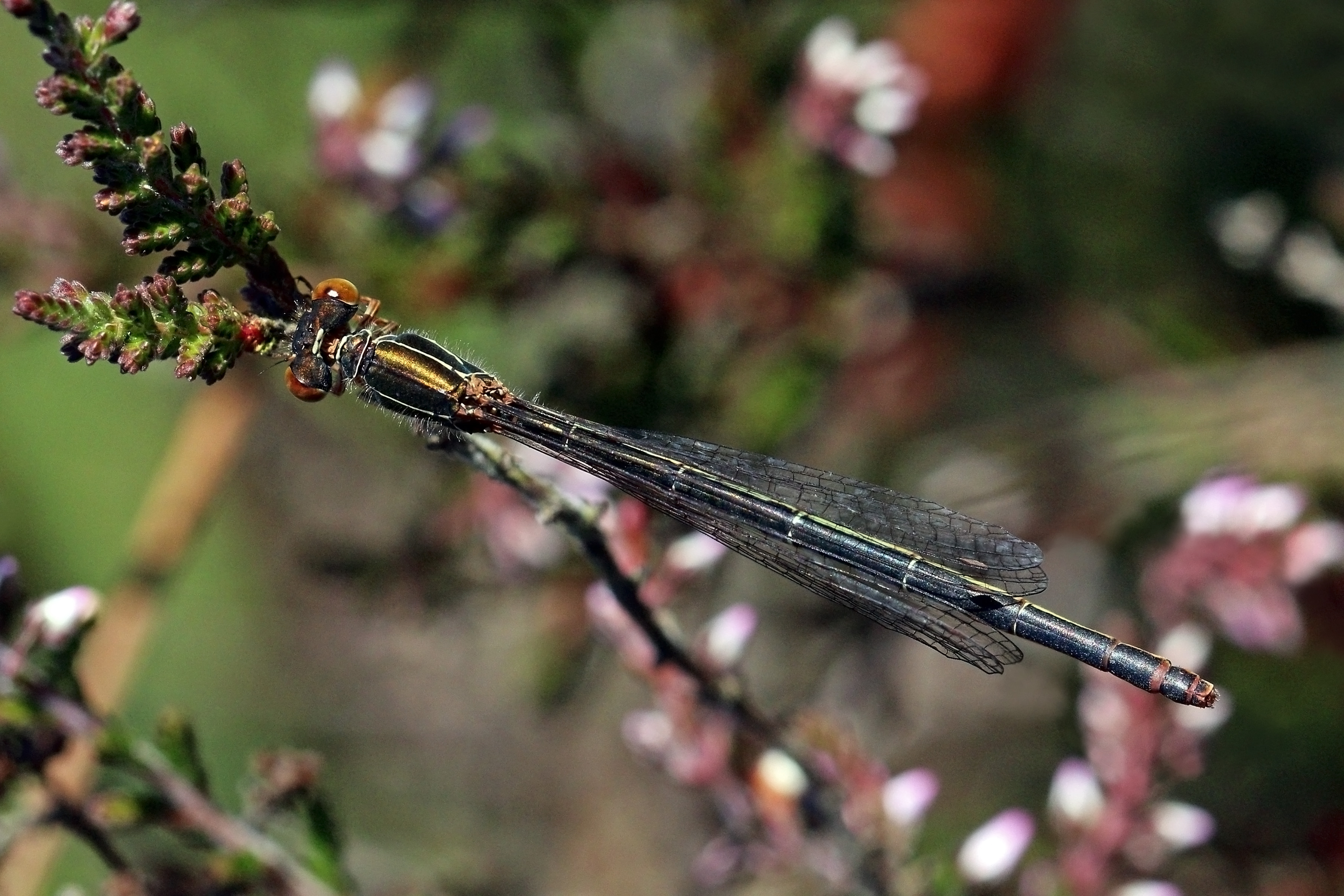
самка формы melanogastrum
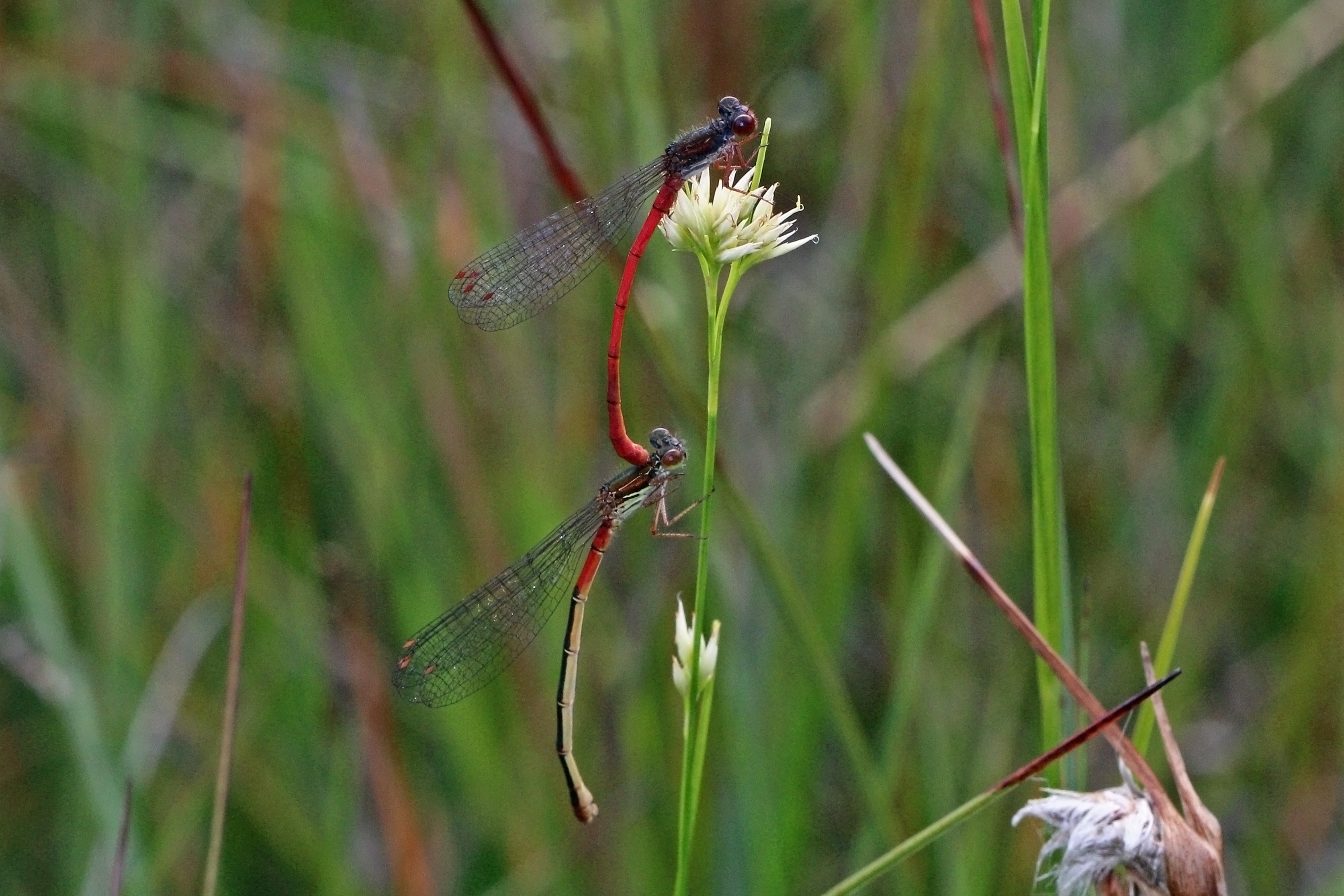
самка формы typica
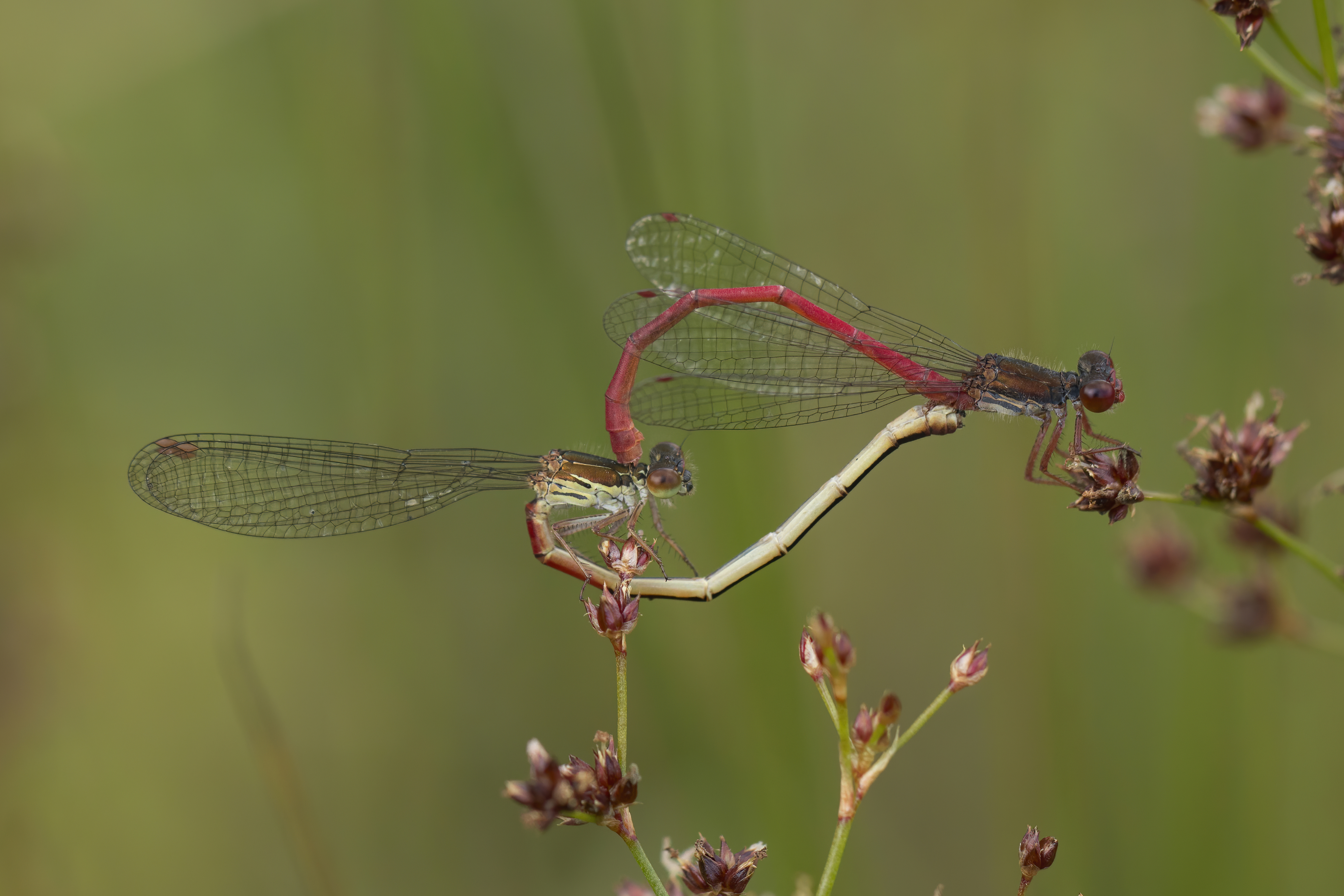
спаривание. fсамка формы typica

## Ареал
Вид населяет Северное Марокко, Алжир, Тунис, а также обитает на большей части территории Западной Европы.

## Биология
Встречается преимущественно около стоячих и проточных водоемах (выбор зависит в основном от местных условий), однако предпочитает хорошо развитую водную и прибрежную растительность. Самку во время кладки яиц сопровождает самец, в воду она погружает только брюшко. Откладывают яйца в лежащие в воде листья и стебли растений недалеко от поверхности воды. Личинки питаются водными насекомыми или мелкими ракообразными.